# Kajsa Grytt

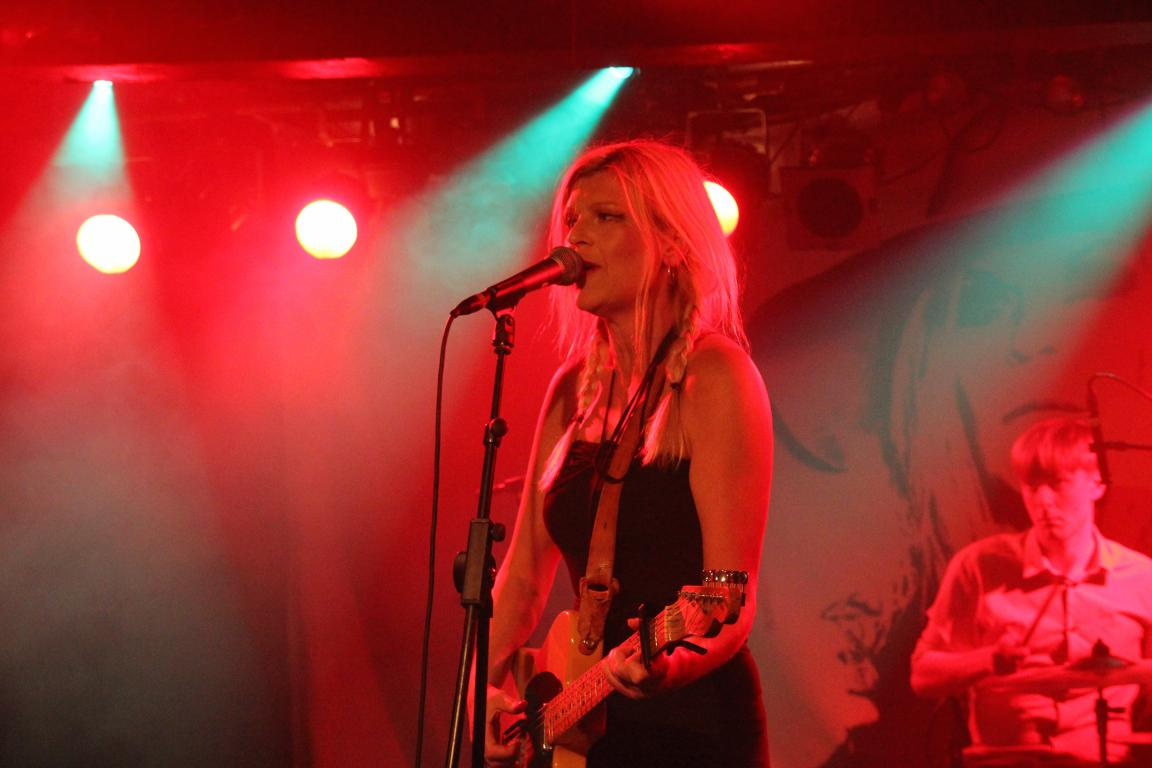
Kajsa Grytt på Debaser 24 maj 2011.

Karin Johanna Grytt, känd som Kajsa Grytt, född 20 juni 1961 i Gustav Vasa församling i Stockholm, är en svensk artist,  låtskrivare och författare. Grytt är även känd från bandet Tant Strul och duon Kajsa och Malena. Hon har bland annat skrivit självbiografin Boken om mig själv samt romanerna Nio dagar, nio nätter, Du lever i mig och Performance.

## Musik 80-tal
Som 17-åring var Grytt med och startade punk-bandet Kasern 9 med endast tjejer. Därefter blev det Tant Strul, ett annat nystartat band, även det mest bestående av tjejer. Sångerskan Kärsti Stiege, basisten Liten Falkeholm och Grytt skrev flera av Tant Struls första låtar tillsammans. Pappas tant, Jag tänker inte jobba på Konsum nå mer, Tomheten och Alice Underbar. De gjorde även en översättning på Lou Reeds Viscious som blev Taskig. Grytt blev även sångerska och skrev därefter huvuddelen av låtarna. Första albumet Tant Strul kom ut på skivbolaget MNW 1980. Tant Strul släppte ytterligare två skivor på  MNW. Amason (1983) och Jag önskar dig (1985).  
När Tant Strul upplöstes startade Grytt tillsammans med Malena Jönsson som spelat klaviatur med Tant Strul, en duo med endast piano och sång. Kajsa & Malena.

## Musik 90-tal
Sedan 1990 är Kajsa Grytt soloartist och gav ut sin första soloskiva Kajsa Grytt (EMI) 1991. Den producerades av Lasse Englund och spelades in i EMI:s studio i Skärmarbrink. Efter den turnerade hon med trummisen Mats Persson. 
Grytt fick ett skivkontrakt på EMI och skapade albumet "Revolution" (1993) men fick därefter inga nya skivkontrakt.

## Musik efter 2000
Kajsa & Malena avslutade åter sitt samarbete 2002. 2003 kom skivan "Är Vi På Väg Hem" ut på skivbolaget National. Den fick bra recensioner, bland annat fem av fem i Aftonbladet. 
Kajsa Grytt turnerade på kvinnofängelser med sin elgitarr och bad internerna om deras texter som hon ville sätta musik till.  Grytt specialskrev även en låt för en duett med Thåström, albumet "Bara vi står ut". Skivan "Brott & Straff - Historier från ett kvinnofängelse" kom ut på skivbolaget EMI 2006. 
År 2008 släppte Grytt singeln "Allt Faller" med Patrik Andersson - bas, Jari Haapalainen och Kajsa Grytt - gitarr samt Daniel Gamba - trummor, och 2011 kom albumet "En kvinna under påverkan" (Playground) där Patrik Andersson ersatts av Kisa Nilsson. Malena Jönsson spelar piano och Anna Åman sjunger kör. Skivan fick mycket bra recensioner och en festivalturné följde där ytterligare en gitarrist, Victor Hvidfeldt, deltog. 
År 2013 kom skivan "Jag ler, jag dör" (Playground). Här spelar Grytt och Jari alla instrument och Anna Åman körar.
Kajsa Grytt var en av deltagarna i 2014 års upplaga av Så mycket bättre i TV4. Där framförde hon  "Magaluf" av Orup, "Det regnar i Stockholm" av Carola, "It takes a fool to remain sane" av The Ark, "Spring Ricco" av Love Antell (Florence Valentin), "Väger ett andetag" av Familjen och "Kall" av Amanda Jensen. 
Låten "Jag e inte som ni" släpptes på våren 2015. Samma vår släpptes även Lisa Partbys film Ett känsligare universum, en film som handlar om Kajsa Grytt.
Under hösten 2017 släpptes singlarna "Bron" och "Mina Girls". 2018 kom "Kniven i hjärtat" och "Här nu". Hela skivan "Kniven i hjärtat" kom på våren 2018 och hyllades av kritikerkåren som det bästa Kajsa Grytt gjort. I samma månad gav Kajsa Grytt ut romanen Du lever i mig som även den fick lysande recensioner. Grytt turnerade efter den med Hanna Ekström - stråk och Malena Jönsson - piano. Hon spelade själv elgitarr som alltid.
År 2019 inledde Kajsa Grytt en turné som firade hennes 40 år som artist. Turnén inleddes på Fåfängan i Stockholm i september 2019 och skulle ha avslutats på Södra Teatern i mars 2020, men corona-pandemin kom emellan så turnéavslutningen sköts först upp ett halvår och sedan blev den helt inställd. Denna turné kanske blev Kajsa Grytts avskedsturné för sedan ska hon sluta göra musik och ägna sig åt att göra film istället.
I mars 2020 gav Kajsa Grytt ut sin tredje roman Performance. Det är den kortaste av hennes tre romaner och den har ett abrupt slut.

## Familj
Kajsa Grytt är dotter till arkitekten Hans Grytt och textilkonstnären Ulla Grytt samt syster till skådespelaren Per Grytt och sondotter till reklammannen Sten Grytt. Hon har en son, född 1994.

## Diskografi

### Studioalbum
- 1990 – Kajsa Grytt
- 1994 – Revolution
- 2003 – Är vi på väg hem?
- 2006 – Brott & Straff - historier från ett kvinnofängelse
- 2011 – En kvinna under påverkan
- 2013 – Jag ler, jag dör
- 2014 – Vad har jag gjort - En samling
- 2018 – Kniven i hjärtat

### Singlar
- 2009 – "Allt faller" (mp3-singel)
- 2011 – "Jag ska ramla och trilla" (mp3-singel)
- 2013 – "Ensam" (mp3-singel + video[5][6])
- 2013 – "Du ler, du dör" (mp3-singel + video[7])
- 2015 – "Ja e inte som ni" (mp3-singel)
- 2016 – "Bara vi står ut - Fadern" (mp3-singel)